# Fábri György
Fábri György (1964–) az ELTE Pedagógiai és Pszichológiai Kar habilitált egyetemi docense, a Társadalmi Kommunikációs Kutatócsoport vezetője, a Magyarországi Evangélikus Egyház Északi Egyházkerületének felügyelője. Kutatási területei: egyetemfilozófia, felsőoktatás- és tudományszociológia, tudománykommunikáció, társadalmi kommunikáció, egyházszociológia. A kutatások mellett tudománykommunikációs, tudomány-medializációs projektek kezdeményezője és vezetője (Mindentudás Egyeteme, TudásPresszó, Elemi Sztárok, TudásCseppek). Alapító elnöke az egyetemi hallgatói önkormányzatok országos szövetségének (OFÉSZ). 10 évig az MTA kommunikációs vezetőjeként, négy éven át az ELTE rektorhelyetteseként és az ELTE PPK dékánhelyetteseként tevékenykedett. Részt vett több tudományos folyóirat szerkesztésében, a Világosság bölcsészeti folyóirat és a Felsőoktatási Műhely szakfolyóirat főszerkesztőjeként működött.

## Egyetemi-tudományos pálya
2010 óta az ELTE Pedagógiai és Pszichológiai Kar Pszichológia Intézet Társadalmi Kommunikáció Kutatócsoportjának vezetője. 2009-től az ELTE Pedagógiai és Pszichológiai Kar habilitált egyetemi docense. 2000 és 2009 között a Magyar Tudományos Akadémia tudománypolitikai főtanácsosa, kommunikációs vezetője, 1996 és 1999 között az MTA Filozófia Kutatóintézetének tudományos munkatársa volt. Szellemi szabadfoglalkozású tevékenységet folytatott 1992 és 1995 között. Az ezt megelőző időszakban (1988 és 1992 között) az ELTE Bölcsészettudományi Kar Társadalomfilozófia Tanszékének oktatója, az MTA TMB ösztöndíjasa volt.

### Tanulmányok
Szakdolgozatát Karl Popper, Lukács György és Jürgen Habermas racionalitás-koncepciójának összehasonlítása tárgykörében védte meg 1988-ban az ELTE Bölcsészettudományi Karának (ELTE-BTK) Társadalomfilozófia és Etika Tanszékén (témavezetője Kelemen János professzor volt). Ezt követően 1988 és 1992 között az MTA TMB ösztöndíjasaként dolgozott a tanszéken: politikafilozófiai témakörben kutatott és tartott kurzusokat, Kelemen János professzor, majd Bence György professzor témavezetésével. 1990-től kezdett foglalkozni egyetem-filozófiával és felsőoktatás-szociológiával, a témakörben monográfiája jelent meg: Higher Education in Hungary in the Period of Transformation: 1990-1992 (Bécs, 1992). 1996 és 1999 között a Magyar Tudományos Akadémia Filozófiai Kutatóintézetének fiatal kutatója, témája az egyetem-filozófia. Kandidátusi disszertációját ebben az időben írta és védte meg, "A magyar felsőoktatás társadalomfilozófiai vizsgálata" címmel.

### Kutatás
Kutatási területei: egyetem-filozófia, felsőoktatás- és tudomány-szociológia, tudománykommunikáció, társadalmi kommunikáció, egyház-szociológia. 
1999-ben kutatási, majd ezt alkalmazó fejlesztési programot indított az egyetemi rangsorok témakörében. Az MTA kommunikációs vezetői teendőinek is reflexiójaként 2002-től a tudománykommunikáció területén végzett empirikus vizsgálatokat és elméleti tanulmányokat. Nemzetközi konferencia-előadása alapján megjelent tanulmánya a témakörben: Knowledge Communication in the Age of Converging Tools (Bécs, 2008). A felsőoktatás-szociológiai és tudománykommunikációs érdeklődését a tudományos tudásnak és intézményeinek társadalmi percepciója témakörben integrálta: a témakörben mintegy tucat országos empirikus, országos nagymintás kutatást vezetett, és számos konferencián adott elő.
2010-től egyház- és vallás-szociológiai kutatásokat is végez (pl. a középiskolások hitmegélésének témájában). Az ELTE PPK 2010-ben alakult Társadalmi Kommunikációs Kutatócsoportjának vezetője. A kutatócsoport többek között az ezredforduló óta zajló felsőoktatási kutatások, kiemelten az egyetemi rangsorok vizsgálatával foglalkozik, illetve a tudomány és egyetem társadalmi pozíciójával, ezek média-megjelenésével, valamint a hagyományos és újmédia sajátosságaival a tudás-közvetítésben, szociális reprezentációban. A kilencvenes évek első felében szakértőként dolgozott a felsőoktatás- és tudománypolitika területén, valamint szakmai projektekben (pl. a BME Távoktatási Központja és a Friedrich Naumann Stiftung számára). 1998-ben megalapította az Universitas Press Felsőoktatáskutató Műhelyt, amely azóta is a magyar felsőoktatás egyik vezető független elemző cége. 2002-től a Világosság bölcsészeti folyóirat főszerkesztője. 2007 és 2010 között a Felsőoktatási Műhely folyóirat alapító főszerkesztője.
Nemzetközi tapasztalatai: 1991-1992-ben Római Magyar Akadémia, 2002-2007 között a World Science Forum kommunikációs vezetője, 2007-2008 HAESF-ösztöndíj, Santa Barbara CA és National Science Foundation, Washington DC USA, 2010-től nemzetközi egyetemi ranking-konferenciák résztvevője.

### Oktatás
Kurzusokat tartott politika-filozófia témakörben 1988-1990 között az ELTE BTK-n. Tanfolyami jellegű képzést indított az MTA keretében tudománykommunikáció és kutatásmenedzsment területén 2006-ban. 2009-től az ELTE PPK habilitált egyetemi docenseként oktat, 2014-től az ELTE PPK Felnőtt-kutatási és Tudásmenedzsment Intézetének munkatársaként. Tematikája: filozófia pszichológusoknak, kommunikációelmélet és médiatudomány, tudományfilozófia, etika. Az ELTE PPK közösségszervezés szakának szakfelelőse, a felsőoktatás-menedzsment (tudománykommunikáció) szakirányú továbbképzés elindítója. Rendszeresen vezet szakmai tréningeket. Kurzusokat tartott az Illyés Sándor Szakkollégium diákjainak.

### Akadémiai közélet
1986-ban vezetője volt az ELTE BTK hallgatói önkormányzatát létrehozó hallgatói körnek. A magyarországi rendszerváltás folyamatában a független hallgatói önkormányzati mozgalom megalapítója, az országos szövetség első elnöke 1988 és 1991 között. 2000-től tíz éven át az MTA kommunikációs vezetőjeként, tudománypolitikai főtanácsosaként, 2010-től négy évig az ELTE kommunikációért és közkapcsolatokért felelős rektorhelyetteseként, 2015-től 2019-ig az ELTE PPK dékánhelyetteseként tevékenykedett.
Rendszeresen írt publicisztikákat illetve nyilatkozott a felsőoktatás- és tudománypolitika témakörében.

## Gyakorlati tevékenység

### Tudománykommunikáció
2000-től 10 éven át tevékenykedett az MTA kommunikációs igazgatójaként, 2002 és 2007 között a World Science Forum kommunikációs vezetőjeként. Több tudományos ismeretterjesztő vállalkozásban vett részt: 2002 és 2008 között a Mindentudás Egyeteme, 2009 óta a TudásPresszó kezdeményezője, szakmai vezetője, műsorvezetője. Közreműködött a “Tudósshow” tudományos talkshow megvalósításában illetve több ismeretterjesztő rövidfilm, ún. “SciClip” gyártásában. Ifjúsági ismeretterjesztő foglalkozások kezdeményezője és megvalósítója, többek között a “TudásCseppek” óvodai tudásátadási program és az “Elemi sztárok” médiaprojekt vezetője. 2019 óta tudományos-ismeretterjesztő játékokkal, könyvekkel foglalkozó bolt és közösségi tér közreműködője Csömörön. A CEU “Határtalan tudás” programsorozatának szakmai tanácsadója.

### Egyetemi rangsorok
1999-ben kutatási, majd ezt alkalmazó fejlesztési programot indított az egyetemi rangsorok témakörében. A rangsor-szakértői munkája során kidolgozott módszertan alapján készültek el az első magyar rangsorok, köztük a HVG rangsor is. 2010-től nemzetközi egyetemi ranking-konferenciák résztvevője, előadója, szervezője. Az ELTE TKK kutatócsoportja által gondozott Felsőoktatási Rangsorok honlapjának működtetője.

### Média
Hivatalából fakadólag (kommunikációs igazgató, kommunikációért felelős rektorhelyettes, egyházkerületi felügyelő) számos alkalommal feltűnt a médiában. Ismeretterjesztő, tudománynépszerűsítő vállalkozások (Mindentudás Egyeteme, TudásPresszó) keretei között internetes, televíziós, rádiós műsorokban moderátorként szerepelt, szakmai vezetői tevékenysége mellett. A 2000-es évek végén független televíziós csatorna, a tudománykommunikáció-fókuszú “TudásTV” létrehozását kezdeményezte, azonban nem sikerült megvalósítania. Ötletgazdája, vezetője és szereplője a szintén ismeretterjesztő “Elemi sztárok” projektnek, amely egy televíziós klip-sorozatot, animációkat, interaktív webes felületet, közösségi médiás applikációkat tartalmazó komplex médiaprojekt. A COVID-2019-pandémiához kötődő intézményi lezárásokra, kijárási korlátozásra gyorsan reagálva az igehirdetéseket közvetítő “Evangélikus TeleTemplom Archiválva 2020. szeptember 18-i dátummal a Wayback Machine-ben” kezdeményezés ötletgazdája, projektvezetője. Rendszeresen írt publicisztikákat illetve nyilatkozott a felsőoktatás- és tudománypolitika témakörében.

## Egyházi szolgálat
2012-ben a Magyarországi Evangélikus Egyház Északi Egyházkerületének gyülekezetei kerületi felügyelőnek választották, 2018-ban újraválasztották (elnöktársa: Fabiny Tamás püspök). Ekként tagja az egyház Zsinatának, Országos Presbitériumának.
“Mi mást is érezhettem hát, mint megilletődöttséget, amikor értesültem róla, hogy az Északi Egyházkerület felügyelőjének jelöltek. Konfirmációi igém, amit Solymár Péter tiszteletes úrtól kaptam harmincöt évvel ezelőtt, egyértelmű eligazítást adott itt is, mint eddigi életemben mindig, Máté 7. 13-14 szerint: >>Menjetek be a szoros kapun.<<” (Dr. Fábri György egyházkerületi felügyelő bemutatkozása, 2012)
Szolgálata mellett egyház-szociológiai kutatásokat, elemzéseket végez. 2011-től az Egyház delegáltjaként a Közszolgálati Testület tagja, a tagok egyhangú választása alapján harmadik ciklus óta elnöke. 2017-ben kezdeményezője az Evangélikus Hittudományi Egyetem Melanchton Szakkollégium létrehívásának.

## Egyéb közélet
1992 és 1994 között az Agrárszövetség-Polgári Agrárpárt kampányfőnöke, országgyűlési képviselőjelöltje, a "polgári-liberális közép" (Agrárszövetség-FIDESZ-SZDSZ-Vállalkozók Pártja) egyik kezdeményezője, szervezője. 2011-től az Egyház delegáltjaként a Közszolgálati Testület tagja, a tagok egyhangú választása lapján harmadik ciklus óta elnöke. A 2006 decemberében alakult Csömöri Civil Egyesület tagja. A helyi közösség gazdálkodási hagyományait és gazdasági tevékenységét továbbvivő Csömöri Gazdaszövetkezet igazgatósági tagja 2019-től.